# Championnat des Pays-Bas de baseball 2008
Navigation
2007 2009
Le Championnat des Pays-Bas de baseball 2008 est la 87e édition du Championnat des Pays-Bas de baseball regroupant les meilleures équipes néerlandaises de baseball. Amsterdam Pirates est sacré pour la troisième fois de son histoire.

## Les clubs
| Equipe                  | Ville     | Stade                         | Capacité |
| ----------------------- | --------- | ----------------------------- | -------- |
| ADO                     | La Haye   | Leen Volkerijk Stadion        |          |
| Amsterdam Pirates       | Amsterdam | Sportpark Ookmeer             |          |
| Corendon Kinheim        | Haarlem   | Pim Mulier Stadium            |          |
| MediaMonks RCH          | Heemstede |                               |          |
| DOOR Neptunus           | Rotterdam | Familiestadion                | 2500     |
| Konica Minolta Pioniers | Hoofddorp | Sportpark Toolenburg          |          |
| Mr. Cocker HCAW         | Bussum    | HCAW Base- and Softballvalley | 1000     |
| Sparta/Feyenoord        | Rotterdam | Sportpark Beverwaard          |          |

## Résultats

### Saison régulière
La saison régulière se tient du 12 avril au 15 septembre.
| Rang |                         | MJ | Vic. | Déf. | Pct. | GB |
| 1er  | Corendon Kinheim        | 42 |      |      |      |    |
| 2e   | DOOR Neptunus           | 42 |      |      |      |    |
| 3e   | Amsterdam Pirates       | 42 |      |      |      |    |
| 4e   | Konica Minolta Pioniers | 42 |      |      |      |    |
| 5e   | Sparta/Feyenoord        | 42 |      |      |      |    |
| 6e   | Mr. Cocker HCAW         | 42 |      |      |      |    |
| 7e   | MediaMonks RCH          | 42 |      |      |      |    |
| 8e   | ADO                     | 42 |      |      |      |    |

### Séries éliminatoires
Demi-finales
| - 18 septembre. DOOR Neptunus 11-1 Amsterdam Pirates - 20 septembre. Amsterdam Pirates 5-2 DOOR Neptunus - 21 septembre. DOOR Neptunus 5-3 Amsterdam Pirates - 27 septembre. Amsterdam Pirates 11-1 DOOR Neptunus - 28 septembre. DOOR Neptunus 2-3 Amsterdam Pirates Amsterdam Pirates remporte la série 3-2 |  | - 18 septembre. Corendon Kinheim 3-9 Konica Minolta Pioniers - 20 septembre. Konica Minolta Pioniers 2-3 Corendon Kinheim - 21 septembre. Corendon Kinheim 14-11 Konica Minolta Pioniers - 27 septembre. Konica Minolta Pioniers 0-3 Corendon Kinheim Corendon Kinheim remporte la série 3-1 |

Holland Series
- 4 octobre. Corendon Kinheim 3-4 Amsterdam Pirates
- 7 octobre. Amsterdam Pirates 6-3 Corendon Kinheim
- 8 octobre. Amsterdam Pirates 12-0 Corendon Kinheim

Amsterdam Pirates remporte la série 3-0